# Любов Георгиева
Любов Жонкова Георгиева е българска поетеса и писателка за деца и възрастни, както и преводачка на научнопопулярна и художествена литература.

## Биография
Родена е в София. От 1969 до 1971 г. учи в Сингапур в престижното католическо училище „Меримаунт Конвент“. Нейните съученици са от различни държави. По-късно това повлиява върху творчеството ѝ, в което една от главните идеи е хората от всички нации и религии да живеят заедно в мир и хармония.
Любов Георгиева завършва висшето си образование във Великотърновския университет „Кирил и Методий“, специалност английски език и литература и усилена втора специалност история. От 1988 до 2013 г. е преподавател по английски език и литература в Софийска математическа гимназия „Паисий Хилендарски“. През 1994 г. става съучредител на Съюза на англоговорещите в България и е член на Борда до 2001 г. вкл. Като председател на младежкото движение в Съюза преподава риторика на английски език и подготвя младите членове за международни конкурси. През 1997 г. главен директор на Съюза на англоговорещите за Великобритания и САЩ Валери Митчел ѝ изпраща поздравителен адрес с отлична оценка за нейната работа.

### Принос в областта на образованието
Любов Георгиева е авторка на ролеви игри за изучаване на английски език, които са представени на открити уроци и публикувани в сп. „Чуждоезиково обучение“ 1985 – 1986 г. Тя е един от рецензентите на учебника за 7 клас „Chalenges“ на Издателство „Анубис“. През 1988 г. участва активно в проекта на МОН и СУ „Климент Охридски“ на тема интерактивно видео.
През 1991 г. е изпратена от Министерството на науката и образованието и Британския съвет на едномесечна специализация в Университета на Уорик на тема „Съвременна английска литература“.
През 1997 г. Съюзът на англоговорещите я изпраща на специализация в Кеймбридж на тема „Английски романтизъм“.
През 2013 г. Американският университет в България връчва на Л. Георгиева грамота за цялостния ѝ принос към образованието, като учител по английски език, затова, че е вдъхновявала и окуражавала своите ученици и е допринесла с работата си за развитието на младото поколение.

## Литературни студии на английски език с приложение в образованието
- „Лорд Байрон – 200 години от рождението му“, 1988 г.
- „Робърт Бърнс – 230 години от рождението му“, 1989 г.
- „Пърси Биш Шели – 200 години от рождението му“, 1992 г.

Въз основа на тези студии Л. Георгиева изнася рецитали и открити уроци на републиканско ниво.
Рециталът по стихове на Шели се излъчва в предаването за чужбина на БНР през 1993 г.

### Творчество и дейност като преводач
През 1992 г. световноизвестният драматург и сценарист Питър Барнс дава на Л. Георгиева изключителните права на преводач на неговото творчество. Тя превежда пиесата „Тайната вечеря на Леонардо“, като двамата с автора даряват правата си на Театъра на словото, където е играна в сезон 1991 – 1992 г. Л. Георгиева познава лично автора и поддържа с него кореспонденция до смъртта му през 2005 г.
През 2001 – 2002 г. участва в американския конкурс за поезия, където се класира на полуфинала. Журито оценява таланта ѝ като „изключителен“ и публикува две нейни стихотворения в антологията „Любовна лирика“.
Любов Георгиева е известна с две детски поредици – „Приказки в рими за деца любими“, предназначена за деца до 4 години, и „Слънчеви вълшебства“ – за деца от 4 до 10 г.
Поредицата „Слънчеви вълшебства“ е вдъхновена от посещението на Любов Георгиева в Калифорния. Авторката запознава читателите с приключенията на Слънчевата фея и нейните приятели. Те са от различни националности и живеят заедно, щастливо и в мир. Историите предлагат на децата лесна рецепта за справяне с трудни ситуации: когато си в беда, веднага се обади на приятел, използвай въображението си и не преставай да вярваш в чудеса. Главното послание в тях е: Всички ние заедно можем да създадем един по-добър свят.
През 2006 г. приказката „Слънчевата фея и сладоледеният замък“ е играна във Варна от детската театрална трупа „Златното ключе“. Представлението се превръща в спонтанен детски празник.
Любов Горгиева е двуезичен автор. През 2015 г. тя написва и публикува на английски език първи том на приказките си под заглавие The Sun Fairy of Cupertino and The Sun Child Fairy Tales.
През 2015 г. излиза първият роман на Любов Георгиева за възрастни - „Под воала на времето“. Натюрелът ѝ на разказвач на приказки допринася за вълшебните елементи в романа, които са вплетени умело в реалистичното повествование.
- Любов Георгиева в Калифорния
- Любов Георгиева – снимка на корицата на романа „Под воала на времето“
- Любов Георгиева с Питър Барнс и съпругата му в Лондон
- Любов Георгиева с посланика Иван Станчов и свои ученици в българското посолство в Лондон
- Екипът на Слънчеви вълшебства: Жанет Аргирова – издател, Любов Георгиева, Венелин Вълканов – художник.
- Любов Георгиева на среща на авторите на Жар Прес.

### Преводи
- Аманда Куик, Рандеву, 1992 (Изд. Калпазанов)
- Уилям Голдман, Маратонецът, 1993 (Изд. ЖАР-Жанет Аргирова)
- Питър Барнс, Последната вечеря на Леонардо, пиеса, играна в Театър на словото, сезон 1993 – 1994 г.[1]
- Питър Барнс, Следобедни демони, пиеса. сп. Съвременник, 1995
- Хората на Барнс, монолози. сп. Съвременник, 1995
- Линда Уилямсън, Медиумите и отвъдното, 1995 (Изд. ЖАР-Жанет Аргирова)
- Д. Скот Рого, Чудесата. Опит за научно обяснение, 1996 (Изд. ЖАР-Жанет Аргирова)
- Линда Уилямсън, Медиумите и тяхната работа, 1998 (Изд. ЖАР-Жанет Аргирова)
- Глен Уилистън, Джудит Джонстън, Стъпки по пясъка. Духовно усъвършенстване чрез познание за минали животи, 1999 (Изд. ЖАР-Жанет Аргирова)
- Линда Уилямсън, Как да се свързваме с отвъдния свят, 1999 (Изд. ЖАР-Жанет Аргирова)
- Скандинавски приказки, 2013 (Изд. ЖАР-Жанет Аргирова)
- Мъдрото дете. Духовно ръковоство за развитие на детската интуиция, 2015 (Изд. ЖАР-Жанет Аргирова)
- Арабски приказки, 2016 (Изд. ЖАР-Жанет Аргирова)
- Китайски приказки